# Evan Burtnik
Evan Burtnik (Edmonton, 3 april 1997) is een Canadees baan- en wegwielrenner die anno 2020 rijdt voor de Canadese wielerploeg XSpeed United Continental. Hij behaalde in 2020 een derde plaats op de ploegenachtervolging tijdens de wereldbeker baanwielrennen in Milton. 

## Overwinningen

### Baanwielrennen
| Jaar      | CK                                 | PK        | WK        | Overig    |
| Als Elite | Als Elite                          | Als Elite | Als Elite | Als Elite |
| --------- | ---------------------------------- | --------- | --------- | --------- |
| 2017      | ploegenachtervolging · koppelkoers |           |           |           |
| 2018      | ploegenachtervolging               |           |           |           |
| 2019      |                                    |           |           |           |
| 2020      |                                    |           |           |           |

## Ploegen
- 2019 –  XSpeed United
- 2020 –  XSpeed United Continental